# فرودگاه تادول لیک

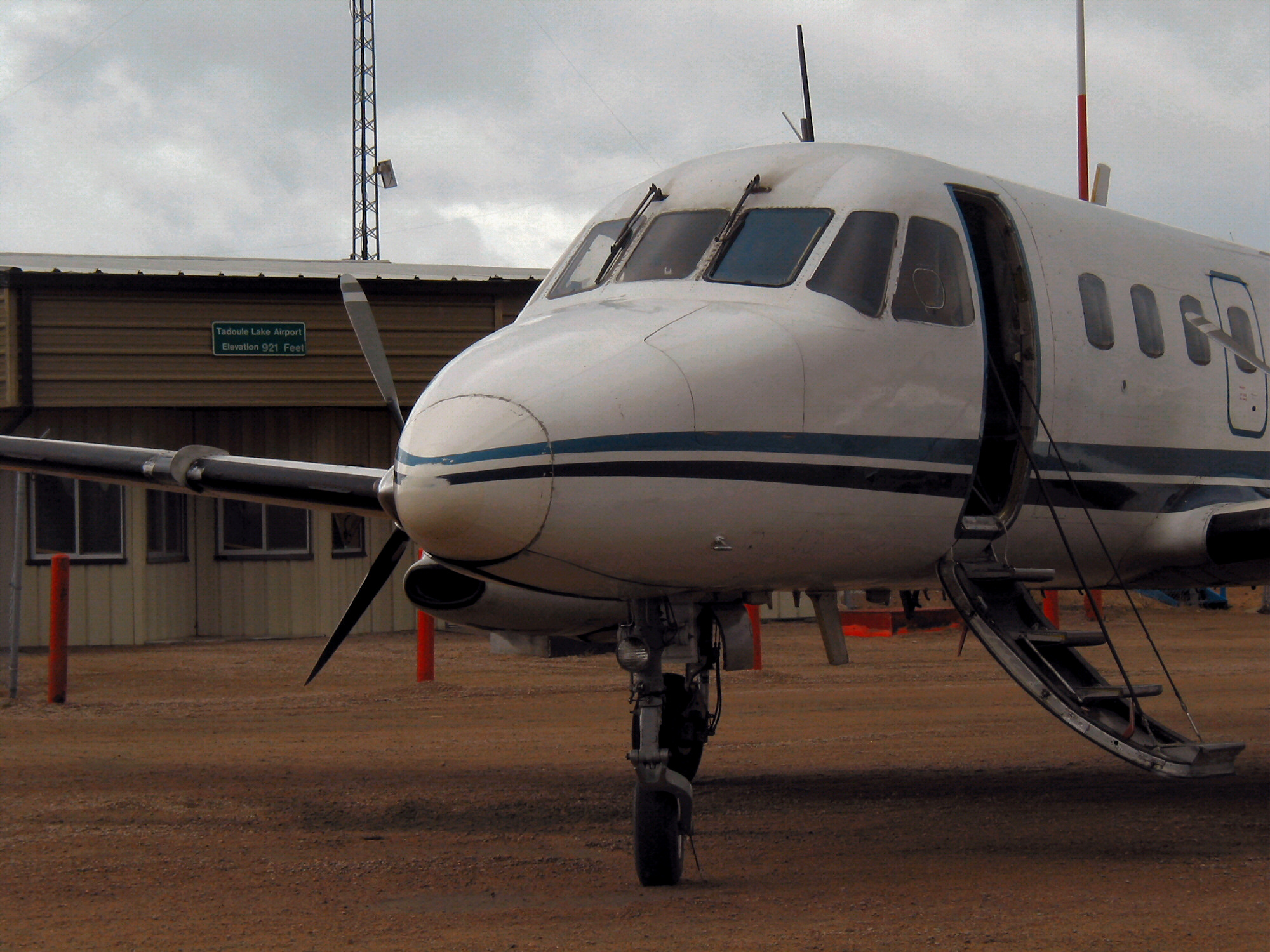

فرودگاه تادول لیک (به انگلیسی: Tadoule Lake Airport) یک فرودگاه همگانی باربری با کد یاتا XTL است که یک باند فرود صخره‌ای دارد و طول باند آن ۹۷۶ متر است. این فرودگاه در کشور کانادا قرار دارد و در ارتفاع ۲۸۱ متری از سطح دریا واقع شده است.